# Elezioni europee del 2019 nel Regno Unito
Le elezioni europee nel Regno Unito del 2019 si sono tenute giovedì 23 maggio per eleggere i 73 deputati del Parlamento europeo spettanti al Regno Unito, ed hanno visto un'affluenza del 37%.  Sono state di fatto le ultime elezioni europee per gli europarlamentari britannici dal momento che la cessazione del Regno Unito dall'Unione europea sarebbe avvenuta otto mesi dopo (31 gennaio 2020) con conseguente abbandono delle istituzioni europee. Inizialmente le elezioni non erano pianificate per il fatto che l'uscita del Regno Unito dall'Unione europea ("Brexit"), decisa tramite il referendum del 2016, era stata fissata per il 29 marzo 2019. Tuttavia, il governo britannico e il Consiglio europeo hanno deciso di ritardare la Brexit al summit europeo dell'11 aprile.
Si è trattato della nona e ultima elezione per il Regno Unito dei suoi eurodeputati al Parlamento europeo, e la quarta per Gibilterra. Fu incerto il tempo per cui gli eurodeputati britannici avrebbero mantenuto il seggio parlamentare prima che il processo di uscita fosse tato completo, dato che l'accordo sull'estensione prevedeva un termine anticipato se l'accordo sul ritiro fosse stato ratificato.
La Brexit è stato l'argomento centrale nella campagna elettorale, e alcuni hanno visto le elezioni come una prova per un secondo referendum sull'uscita dalla UE. Il Brexit Party ha ottenuto il maggior numero di voti ed è stato la scelta preferita tra coloro che avevano votato per lasciare l'Unione europea, mentre i voti di coloro che avevano votato per rimanere nella UE sono stati più frammentati: i Liberal Democratici hanno riscontrato un significativo incremento di voti, classificandosi secondi a livello nazionale, mentre il Partito Verde di Inghilterra e Galles e il Partito Nazionale Scozzese hanno anch'essi migliorato il risultato del 2014. Questi partiti, insieme ad altri, hanno sostenuto una campagna elettorale anti-Brexit.
Comparato ai risultati del 2014, il Partito Laburista ha perso parte del sostegno popolare; il Partito Conservatore ha subito perdite ancora maggiori, e il primo partito del 2014, il Partito per l'Indipendenza del Regno Unito (UKIP) non è riuscito ad eleggere eurodeputati. Nell'Irlanda del Nord, il partito repubblicano anti-Brexit Sinn Féin e il Partito Unionista Democratico, a favore della Brexit, hanno manutenuto i propri seggi, mentre il Partito Unionista dell'Ulster ha perso il proprio seggio a vantaggio del Partito dell'Alleanza dell'Irlanda del Nord. In Scozia, il Partito Nazionale Scozzese ha eletto 3 eurodeputati, mentre il Partito Laburista Scozzese ha perso entrambi i propri seggi.

## Risultati

La mappa mostra il primo partito nelle singole aree di conteggio (più Gibilterra)

| Liste  | Liste                                                                  | Gruppo | Gruppo    | Voti       | %     | +/-     | Seggi | +/-     |
| ------ | ---------------------------------------------------------------------- | ------ | --------- | ---------- | ----- | ------- | ----- | ------- |
|        | Reform UK                                                              |        | NI        | 5.248.533  | 30,52 | nuovo   | 29    | nuovo   |
|        | Liberal Democratici (Regno Unito)                                      |        | RE        | 3.367.284  | 19,58 | 13,0    | 16    | 15      |
|        | Partito Laburista (Regno Unito)                                        |        | S&D       | 2.347.255  | 13,65 | 10,8    | 10    | 10      |
|        | Partito Verde di Inghilterra e Galles, di Scozia e di Irlanda del Nord |        | Verdi/ALE | 2.023.380  | 11,76 | 4,0     | 7     | 4       |
|        | Partito Conservatore (Regno Unito)                                     |        | ECR       | 1.512.147  | 8,79  | 14,3    | 4     | 15      |
|        | Partito Nazionale Scozzese                                             |        | Verdi/ALE | 594.553    | 3,46  | 1,1     | 3     | 1       |
|        | Change UK - The Independent Group                                      |        | PPE       | 571.846    | 3,32  | nuovo   | -     | nuovo   |
|        | Partito per l'Indipendenza del Regno Unito                             |        | -         | 554.463    | 3,22  | 23,4    | -     | 24      |
|        | Plaid Cymru                                                            |        | Verdi/ALE | 163.928    | 0,95  | 0,3     | 1     | Stabile |
|        | Sinn Féin                                                              |        | GUE/NGL   | 126.951    | 0,74  | 0,2     | 1     | Stabile |
|        | Partito Unionista Democratico                                          |        | NI        | 124.991    | 0,73  | 0,1     | 1     | Stabile |
|        | Partito dell'Alleanza dell'Irlanda del Nord                            |        | RE        | 105.928    | 0,62  | 0,3     | 1     | 1       |
|        | Partito Social Democratico e Laburista                                 |        | S&D       | 78.589     | 0,46  | Stabile | -     | Stabile |
|        | Traditional Unionist Voice                                             |        | NI        | 62.021     | 0,36  | 0,1     | -     | Stabile |
|        | Partito Unionista dell'Ulster                                          |        | ECR       | 53.052     | 0,31  | 0,2     | -     | 1       |
|        | Altri                                                                  | Altri  | Altri     | 264.780    | 1,54  |         | -     |         |
| Totale | Totale                                                                 | Totale | Totale    | 17.199.701 |       |         | 73    |         |